# سوسنوفکا (شهرستان باکالینسکی، باشقیرستان)
سوسنوفکا (به لاتین: Sosnovka) یک منطقهٔ مسکونی در روسیه است که در باشقیرستان واقع شده‌است.